# Saison 1 de Ransom
Chronologie
Saison 2
Cet article présente le guide des épisodes de la première saison de la série télévisée Ransom.

## Généralités
- Aux États-Unis, la saison est diffusée depuis le 1er janvier 2017 sur le réseau CBS.
- Au Canada, la saison est diffusée en simultanée sur le réseau Global.
- En France, la saison est diffusée depuis le 21 juin 2017 sur TF1.

## Distribution

### Acteurs principaux
- Luke Roberts : Eric Beaumont
- Sarah Greene : Maxine Carlson
- Brandon Jay McLaren : Oliver Yates
- Nazneen Contractor : Zara Hallam

### Acteurs récurrents et invités
- Jenessa Grant : Evie Beaumont (5 épisodes)
- Emma de Caunes : Nathalie Denard (3 épisodes)
- Serge Dupire : David, Gestionnaire d’une ONG (épisode Celina)

## Épisodes

### Épisode 1:Le Retour
- États-Unis /  Canada : 1er janvier 2017 sur CBS[1] / Global
- France : 21 juin 2017 sur TF1

- États-Unis : 6,65 millions de téléspectateurs[2] (première diffusion)
- Canada : 1,001 million de téléspectateurs[3] (première diffusion + différé 7 jours)
- France : 4,3 millions de téléspectateurs[4] (première diffusion)

- Alex Carter (Yannis Kalvos)
- Andrea Davis (Administrator)
- Andrew Moodie (en) : officier de police Jules Charloix
- Christian Bako (Niko Kalvos)
- James Downing (Bernard Clarke)
- Jasmine Chen (Receptionist)
- Marie Ward (Beth Miller)
- Nneka Elliott (Reporter)
- Stefanie Harrer (Social Worker)
- Tom Barnett (Vince Miller)
- Tomaso Sanelli (Jason Miller)

### Épisode 2:Le Prix de la vie
- États-Unis /  Canada : 7 janvier 2017 sur CBS / Global
- France : 5 juillet 2017 sur TF1

- États-Unis : 3,26 millions de téléspectateurs[5] (première diffusion)
- Canada : 950 000 téléspectateurs[6] (première diffusion + différé 7 jours)
- France : 3,47 millions de téléspectateurs[7] (première diffusion)

- Alexandra Ordolis (Jessica Ford)
- Alyssa Goodridge (Fan # 2)
- Christef Desir (Fan # 1)
- Debra McCabe (Merton Bulla)
- Dewshane Williams (Jaquan Lewis)
- Ethan Pugiotto (Cody Hallam)
- JC Kenny (Reporter)
- Jeff Roop (Mike Hallam)
- Julie Khaner (Dr Helen Rowe)
- Kim Roberts (Penny Lewis)
- Krista Bridges (Mary Hofstedter)
- Sarah DaSilva (Amy Hallam)
- Scott Cavalheiro (Bradley Blair)
- Tai Young (Gabe Hofstedter)
- Zahra Bentham (Lisa Newham)

### Épisode 3:La Taupe
- États-Unis /  Canada : 21 janvier 2017 sur CBS / Global
- France : 21 juin 2017 sur TF1

- États-Unis : 3,62 millions de téléspectateurs[8] (première diffusion)
- France : 3,94 millions de téléspectateurs[7] (première diffusion)

- Emma de Caunes (Nathalie Denard)
- Al Sapienza (Deputy Commissioner Patrick Fletcher)
- Athena Karkanis (Angie Rose)
- Claire Rankin (Commander Nina Sellars)
- Debra McCabe (Merton Bulla)
- Dalton Derek Amador (NYPD Cop)
- Daniel Cash (Teddy Grimes)
- Drew Carnwath (Donald Winston)
- Neil Napier (Bill Winks)
- Sarah Kolasky (Debbie Winks)
- Sherry Miller (Elizabeth Bloom)
- Joris Jarsky (Zachary Smith)

### Épisode 4:À bout de nerfs
- États-Unis /  Canada : 28 janvier 2017 sur CBS / Global
- France : 5 juillet 2017 sur TF1

- États-Unis : 3,31 millions de téléspectateurs[9] (première diffusion)
- Canada : 944 000 téléspectateurs[10] (première diffusion + différé 7 jours)
- France : 2,6 millions de téléspectateurs[7] (première diffusion)

- Enrico Colantoni (Joe Morris)
- Greg Bryk (Rand Govender)
- Herschel Andoh (DEA Cop)
- Nadine Roden (Crossing Guard)
- Natalia Payne (Cheryl Morris)
- Natalie Krill (Addison Reid)
- Nicolette Pearse (Keeva Wyman)
- Piper Howell (Hayley Morris)
- Raymond Ablack (Piers Allard)
- Rothaford Gray (Edgar Yates)
- Sarah Wilson (Maya Watson)
- Scott Anderson (Oscar)
- Steve Byers (Fraser Watson)
- Jess Salguerio (Marisol)
- Anna Hopkins (Annie Kapila)

### Épisode 5:L'Ennemi intérieur
- États-Unis /  Canada : 4 février 2017 sur CBS / Global
- France : 28 juin 2017 sur TF1

- États-Unis : 2,86 millions de téléspectateurs[11] (première diffusion)
- France : 3,07 millions de téléspectateurs[12] (première diffusion)

- Cliff Ware (Janitor)
- Michael Ironside (Freddie Woods)
- Nicolas Van Burek (Tactical Team Leader)
- Risha Nanda (Indian High School Teacher)
- Jessica Parker Kennedy (Charlotte Walker)
- Severn Thompson (Fiona Walker)
- Steve Cumyn (Larry Walker)

### Épisode 6:Mères et père
- États-Unis /  Canada : 11 février 2017 sur CBS / Global
- France : 21 juin 2017 sur TF1

- États-Unis : 3,16 millions de téléspectateurs[13] (première diffusion)
- France : 3,08 millions de téléspectateurs[7] (première diffusion)

- Amy Wren (Celina Walker)
- Ian Hughes (Paul Clarke)
- Shauna Macdonald (Sarah Clarke)
- Matt Rippy (Dylan Figgis)
- Ariane Zantain (Noëlle Alli)
- Marie-France Alvarez (Lucie Planchais)
- Martial Bezot (Antoine)
- Serge Dupire (David)

### Épisode 7:La Nouvelle Génération
- États-Unis /  Canada : 18 février 2017 sur CBS / Global
- France : 28 juin 2017 sur TF1

- États-Unis : 3,1 millions de téléspectateurs[14] (première diffusion)
- France : 3,71 millions de téléspectateurs[12] (première diffusion)

- Andy Yu (Victor Barga)
- Carlos Pinder (Officer)
- Chris George (River)
- Erik Knudsen (Lucas Hamil)
- Greta Onieogou (Keri Madsen)
- Joanne Reece (Margaret)
- Matthew Bennett (Bryce Corman)
- Munro Chambers (Cameron Duspleis)
- Richard Fitzpatrick (Dr Donald Prentice)
- Shauna Macdonald (Alexis Duspleis)

### Épisode 8:Les Pêchés de nos pères
- États-Unis /  Canada : 25 février 2017 sur CBS / Global
- France : 12 juillet 2017 sur TF1

- États-Unis : 3,9 millions de téléspectateurs[15] (première diffusion)
- France : 3,63 millions de téléspectateurs[16] (première diffusion)

La fille d'un haut fonctionnaire, membre d'une minorité persécutée dans son pays d'origine, est kidnappée et une rançon est exigée, non pas pour de l'argent, mais pour quelque chose de bien plus personnel. Eric et son équipe sont chargés de la récupérer, mais ils doivent déterminer qui est vraiment responsable. La fille d'Eric dérape.
- Antosia Fiedur (Stephanie)
- Billy Parrott (Cop # 1)
- Christine Nguyen (Olina Kim)
- Donald Heng (Ryan Cheng)
- Greg Chan (Sawm Cheng)
- Jacky Lai (Michelle Vang)
- Mung-Ling Tsui (Sun Lin Vang)
- Nicole Law (Nalanie Kim)
- Patrick Kwok-Choon (Kaus Cheng)
- Samantha Madely (Ellen Folger)
- Tzi Ma (Lormong Vang)

### Épisode 9:La Jeune Fille du train
- États-Unis /  Canada : 4 mars 2017 sur CBS / Global
- France : 28 juin 2017 sur TF1

- États-Unis : 3,2 millions de téléspectateurs[17] (première diffusion)
- Canada : 926 000 téléspectateurs[18] (première diffusion + différé 7 jours)
- France : 4,11 millions de téléspectateurs[12] (première diffusion)

- Megan Jones (Mia)
- Ruth Gemmell (Laurie)
- Thierry Rene (Jean-Luc)
- Dean Ashton (Carlo Davies)
- Lucy Gaskell (Gina)
- Robert Cavanah (Rafael Blauch)
- Florence Coste (Julia)
- Jade Fortineau (Charlotte)
- Isalinde Giovangigli (Trudi)
- Julien Faure (Enforcer)
- Louis-Emmanuel Blanc (Controller)
- Leonard Rollin (Steward)

### Épisode 10:L'Artiste
- États-Unis /  Canada : 11 mars 2017 sur CBS / Global
- France : 12 juillet 2017 sur TF1

- États-Unis : 2,51 millions de téléspectateurs[19] (première diffusion)
- France : 3,17 millions de téléspectateurs[16] (première diffusion)

- Aaron Ashmore (Sydney Graves)
- Arnold Pinnock (en) (Eugene)
- Darrin Baker (Arnaud « Arnold » Castel)
- Kristen Hager (Isabelle Kalish)
- Sonja Smits (Gwyneth Davenport)
- Jake Epstein (Jasper Edwards)
- Melissa O'Neil (Drita Jakupi)

### Épisode 11:Les Prisonniers
- États-Unis /  Canada : 25 mars 2017 sur CBS / Global
- France : 12 juillet 2017 sur TF1

- États-Unis : 3,01 millions de téléspectateurs[20] (première diffusion)
- Canada : 909 000 téléspectateurs[21] (première diffusion + différé 7 jours)
- France : 2,56 millions de téléspectateurs[16] (première diffusion)

- Jenessa Grant (Evie Beaumont)
- Juliette Dol (Camille Langer)
- Joshua Dickinson (Boyd Ferguson)
- Anna Bullard (Britta Meier)
- Leo Suter (Simon Holman)
- Paul Adeyefa (Logan Smythe)
- Jane Perry (Jane Ferguson)
- Trevor Seller (Andrew Holman)
- Ophélie Koering (Caroline Langer)
- Jérôme Pradon (Jacques Langer)
- Andrea Shieffer (Katharina Meier)
- Christopher Colquhoun (Gavin Nichols)

### Épisode 12:Trouver refuge
- États-Unis /  Canada : 8 avril 2017 sur CBS / Global
- France : 5 juillet 2017 sur TF1

- États-Unis : 3,13 millions de téléspectateurs[22] (première diffusion)
- France : 3,92 millions de téléspectateurs[7] (première diffusion)

- Emma de Caunes (Nathalie Denard)
- Oliver Dimsdale (Christian Bonnar)
- Joséphine de La Baume (Maria/Jana)
- Neet Mohan (Dede)
- Sophie Simnett (Sofia Bonnar)
- Yann Sundberg (Jakob)
- Marco Bonini (Moretti)

### Épisode 13:Cyber-influence
- États-Unis /  Canada : 15 avril 2017 sur CBS / Global
- France : 12 juillet 2017 sur TF1

- États-Unis : 2,76 millions de téléspectateurs[23] (première diffusion)
- France : 1,66 million de téléspectateurs[16] (première diffusion)

- Emma de Caunes (Nathalie Denard)
- Jessica Grant (Evie Beamont)
- Michael Ironside (Frederic Woods)
- Carlo Rota (Damien Delaine)
- Pippa Nixon (Victoria Locke)
- Adam Astill (Marcus Edwards)
- Alexandra Ordolis (Jessica Ford)
- Marco Bonini (Moretti)
- Sheena Bhattessa (NSA Special Agent)
- Scott Thrun (FBI Agent)